# مارسل اوبور
مارسل اوبور (به فرانسوی: Marcel Aubour) بازیکن فوتبال و مدافع اهل فرانسه است که از سال ۱۹۶۴ تا ۱۹۶۸ میلادی عضو تیم ملی فوتبال فرانسه بوده‌است. وی در ۲۰ بازی ملی حضور داشته‌است و در بازی‌های ملی‌اش گلی به ثمر نرساند.